# Coussarea bocainae
Coussarea bocainae är en måreväxtart som beskrevs av M.Gomes. Coussarea bocainae ingår i släktet Coussarea och familjen måreväxter. Inga underarter finns listade i Catalogue of Life.